# مايك بيرد
مايك بيرد (بالإنجليزية: Michael Beard)‏ هو ناشر وسياسي أمريكي، ولد في 22 يوليو 1953 في الولايات المتحدة. حزبياً، نشط في الحزب الجمهوري لمينيسوتا ‏ والحزب الجمهوري. وقد انتخب عضو مجلس نواب مينيسوتا.